# Madeleine Desdevises
Madeleine Desdevises (Saint-Lô, Manche, Francia; 12 de marzo de 1967 - Caen, Calvados, Francia; 16 de abril de 1982) fue una actriz francesa. Es conocida por su papel en la película La drôlesse.

## Carrera
Desdevises fue una conocida joven actriz de nacionalidad francesa, nacida bajo el verdadero nombre de Madeleine Denise Danielle Desdevises,  que tuvo su único rol protagónico en la película de 1979, La drôlesse (La golfilla) en el papel de Mado, dirigida y escrita por Jacques Doillon, y actuada junto a Claude Hébert, Paulette Lahaye, Juliette Le Cauchoix y Fernand Decaean.
Después de este éxito, rechaza un papel para una película que se realizaba en África, ya que quería dedicarse a sus estudios para convertirse en doctora.
En televisión actuó en la serie Les rendez-vous du dimanche  de 1979.

## Fallecimiento
Falleció el 16 de abril de 1982 a los tan solo 15 años tras una leucemia mal diagnosticada. Fue sepultada en Saint-Aubin-du-Perron.